# اوبا

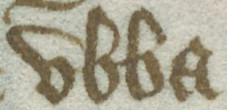
اسم أوبا كما يظهر في الورقة 48 ضد المكتبة البريطانية Harley 2278 (حياة القديسين إدموند وفريموند): " Vbba
"

كان أوبا ( الإسكندنافية القديمة : أوبي ؛ توفي 878) من الفايكنج من القرن التاسع وأحد قادة الجيش الوثني العظيم الذي غزا إنجلترا الأنجلو ساكسونية في ستينيات القرن التاسع .  يبدو أن الجيش العظيم كان تحالفًا من العصابات الحربية من الدول الاسكندنافية وأيرلندا ومنطقة البحر الأيرلندي وأوروبا القارية . هناك سبب للشك في أن نسبة من قوات الفايكنج نشأت على وجه التحديد في فريزيا ، حيث من المعروف أن بعض قادة الفايكنج لديهم إقطاعيات نيابة عن الفرنجة . تصف بعض المصادر Ubba بأنه دوكس
من الفريزيين ، والذي يمكن أن يكون دليلاً على أنه ارتبط أيضًا بمزايا فريزية.
في عام 865 ، كان الجيش العظيم ، على ما يبدو بقيادة Ivar the Boneless ، قد قضى الشتاء في مملكة إيست أنجليا ، قبل غزو وتدمير مملكة نورثمبريا . في عام 869 ، بعد أن اشتراها الفايكنج من قبل المرسيانيين ، غزا الفايكنج الزوايا الشرقية ، وقتلوا ملكهم ، إدموند ، الرجل الذي اعتبر لاحقًا قديسًا وشهيدًا . في حين أن المصادر شبه المعاصرة لا تربط على وجه التحديد أوبا بالحملة الأخيرة ، إلا أن بعض المصادر الأقل موثوقية في وقت لاحق تربطه بأسطورة استشهاد إدموند. بمرور الوقت ، اعتُبر إيفار وأوبا من غزاة الفايكنج النموذجيين ومعارضين للمسيحية . على هذا النحو ، يظهر Ubba في العديد من روايات hagiographical المشكوك فيها عن القديسين الأنجلوسكسونيين والمواقع الكنسية. تربط المصادر غير المعاصرة أيضًا بين إيفار وأوبا مع أسطورة راجنار لودبروك ، شخصية تاريخية مشكوك فيها. في حين أن هناك سببًا للشك في أن عبادة إدموند قد تمت ترقيتها جزئيًا لدمج المستوطنين الإسكندنافيين في إنجلترا الأنجلو ساكسونية ، ربما نشأت أسطورة راجنار لودبروك في محاولات لشرح سبب وصولهم إلى الاستقرار. Ubba غير موجود إلى حد كبير في التقاليد الآيسلندية لراجنار لودبروك.
بعد سقوط مملكة شرق أنجليا ، يبدو أن قيادة الجيش العظيم قد سقطت في يد باجسيك وهالفدان ، الذين شنوا حملة ضد ميرسيانس وغرب ساكسون . في عام 873 ، تم تسجيل انقسام الجيش العظيم. بينما استقر هالفدان في أتباعه في نورثمبريا، ضرب الجيش بقيادة غوثروم وأوسيتيل وأنويند جنوبا وقام بحملة ضد الساكسون الغربيين. في شتاء 877-878 ، شن غوثروم هجومًا برقًا في عمق ويسيكس. هناك سبب للشك في أن هذه الضربة تم تنسيقها مع حملة منفصلة لقوات الفايكنج في ديفون . وبحسب ما ورد تم تدمير هذا الجيش الأخير في Arx Cynuit ‏
في 878. وفقًا لمصدر شبه معاصر ، كان يقود هذه القوة شقيق إيفار وهالفدان ، وبعض المصادر اللاحقة تحدد هذا الرجل على أنه أوبا نفسه.

## غزو الفايكنج لإنجلترا الأنجلوسكسونية
في خريف عام 865، تسجل الوقائع الأنجلوسكسونية أن الجيش العظيم غزا مملكة إيست أنجليا، حيث صنعوا السلام بعد ذلك مع الأنجليين الشرقيين وتجاوزوا فصل الشتاء. تشير المصطلحات التي يستخدمها هذا المصدر إلى أن الفايكنج هاجمهم البحر. من الواضح أن الغزاة اكتسبوا ذكاء قيما أثناء الإقامة،حيث يذكر بعد ذلك أن الجيش العظيم قد ترك على الخيول المكتسبة من السكان التابعين، وضرب عمق مملكة نورثمبريا، وهو عالم مكسور في خضم حرب أهلية مريرة بين اثنين من الملوك المتنافسين: إيلا (توفي 867) وأوسبيرت (توفي 867) 
في أواخر عام 866، استولى الفايكنج على يورك - واحدة من اثنين فقط من الرؤى الأسقفية في إنجلترا الأنجلوسكسونية، وأحد أغنى المراكز التجارية في بريطانيا،على الرغم من أن إيلا وأوسبيرت استجابا لهذا الهجوم من خلال توحيد قواهما ضد الفايكنج، إلا أن السجل يشير إلى أن هجومهما على يورك كان كارثة أدت إلى وفاتهما.وفقا ل Annales Lindisfarnenses et Dunelmenses، و Historia de sancto Cuthberto 

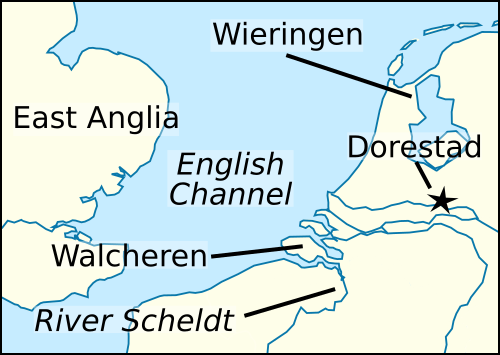
يبدو أن الإقطاعية الفريزية في القرن التاسع لروريكوس قد شملت منطقة حول دوريستاد ووالشيرين وويرينجن.

في ذلك العام أيضا، أفادت أناليس بيرتينياني أن تشارلز الثاني، ملك فرانسيا الغربية (توفي 877) سدد أسطول فايكنغ المتمركز على نهر السين. بعد المضي قدما في نهر السين نحو البحر، حيث قاموا بإصلاح أسطولهم وإعادة بنائه، يقال إن جزءا من القوة قد غادر إلى منطقة آيسل (إما Hollandse IJssel أو Gelderse IJssel). على الرغم من أن وجهة بقية الأسطول غير مسجلة، إلا أن أحد الاحتمالات هو أنها شاركت في نهب يورك. حقيقة أن الجيش العظيم بقي في شرق أنجليا لمدة عام تقريبا قبل أن يهاجم نورثمبريا يمكن أن يعني أنه تم تعزيزه من القارة أثناء التوقف. ذكر لاحقا أن جزء الأسطول الذي ذهب إلى فريزيا لم يتمكن من تأمين تحالف مع لوثر. يبدو أن هذا البيان يشير إلى أن هؤلاء الفايكنج كانوا يعتزمون الحصول على منحة من الأراضي في المنطقة، مما قد يعني أنهم شاركوا بعد ذلك في حملة الجيش العظيم عبر القناة. علاوة على ذلك، يلاحظ أناليس بيرتينياني أن روريكوس أجبر على الخروج من فريزيا في العام التالي. يمكن أن يفسر هذا الطرد أيضا دليلا على البعد الفريزي للجيش العظيم، وأدلة أوبا نفسه.
مع انهيار مملكة نورثمبريا، وتدمير نظامها، تكشف هيستوريا ريجوم أنجلوروم في القرن الثاني عشر، وليبيلوس دي إكسورديو، أن الفايكنج تم تثبيت إكبرت معين (توفي 873) كملك عميل على منطقة شمال نورثمبريا. في العام التالي، تسجل الوقائع الأنجلوسكسونية أن الجيش العظيم هاجم مرسيا، وبعد ذلك استولى الفايكنج على نوتنغهام وقضيوا الشتاء هناك. على الرغم من أن ملوك مرسيا وغرب ساكسون، بورغريد (توفي 874؟) واستجاب إثيلريد (توفي 871) بتوحيد القوى ومحاصرة المدينة المحتلة، وفقا لما ذكره كل من السجل[] وفيتا ألفريدي أن هذه القوة الأنجلوسكسونية المشتركة لم تتمكن من تهجير الجيش. ] وفقا لكلا المصدرين، صنع المرسيريون السلام مع الفايكنج. ربما بسبب هذا السلام الذي يبدو أنه تم شراؤه انتقل الجيش العظيم إلى يورك، كما ذكرت الوقائع، حيث من الواضح أنه جدد قوته للغزوات المستقبلية.

## الصور والرسومات

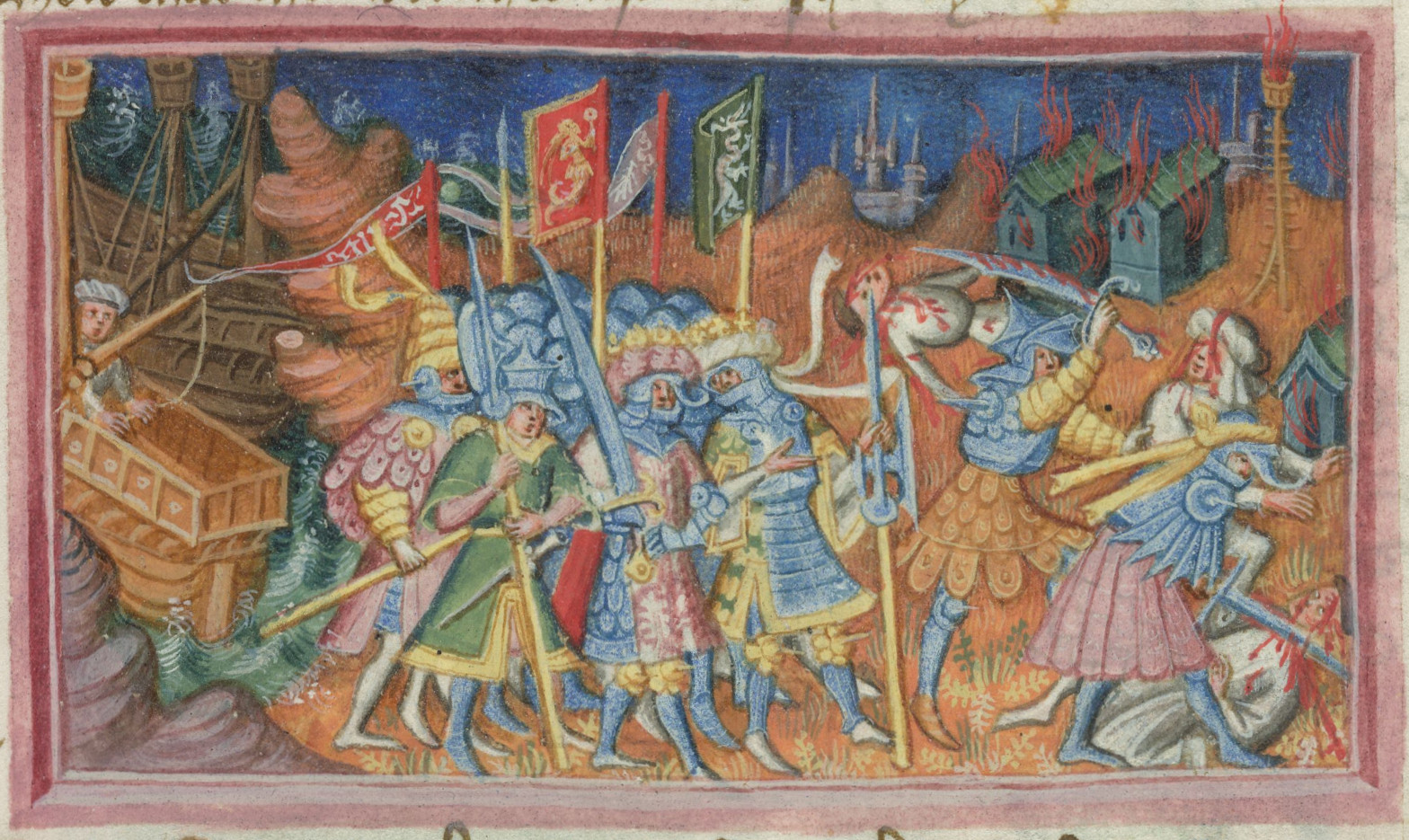
تصوير من القرن الخامس عشر لإيفار وأوبا يدمران الريف كما يظهر على الورقة 48r من المكتبة البريطانية هارلي 2278. تقدم حياة القديسين إدموند وفريموند أحداث القرن التاسع في سياق الفروسية.

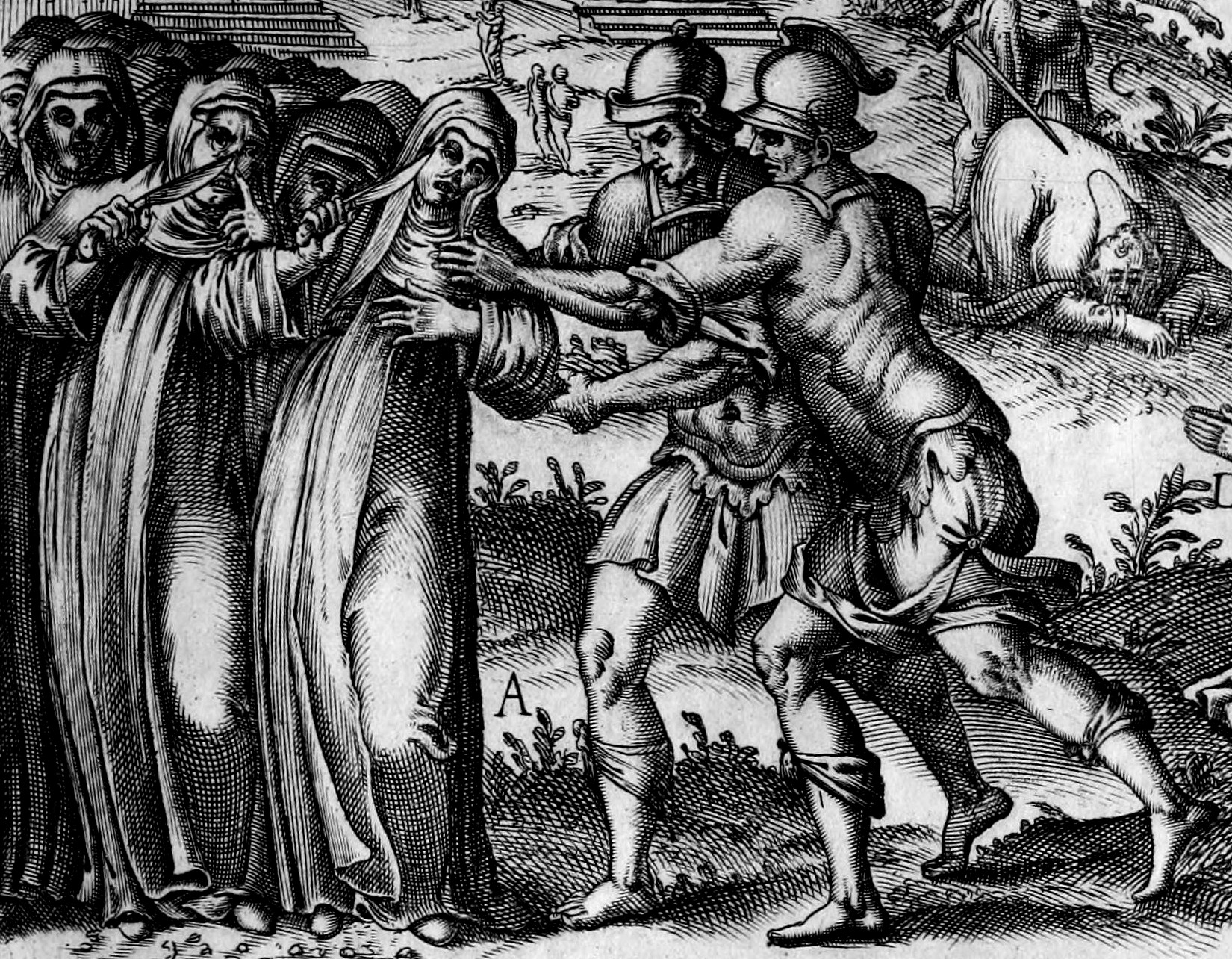
تصوير من القرن السادس عشر ل اوبا وراهبات كولدنغهام يخيفون أنفسهم بينما يطاردهم الفايكنج

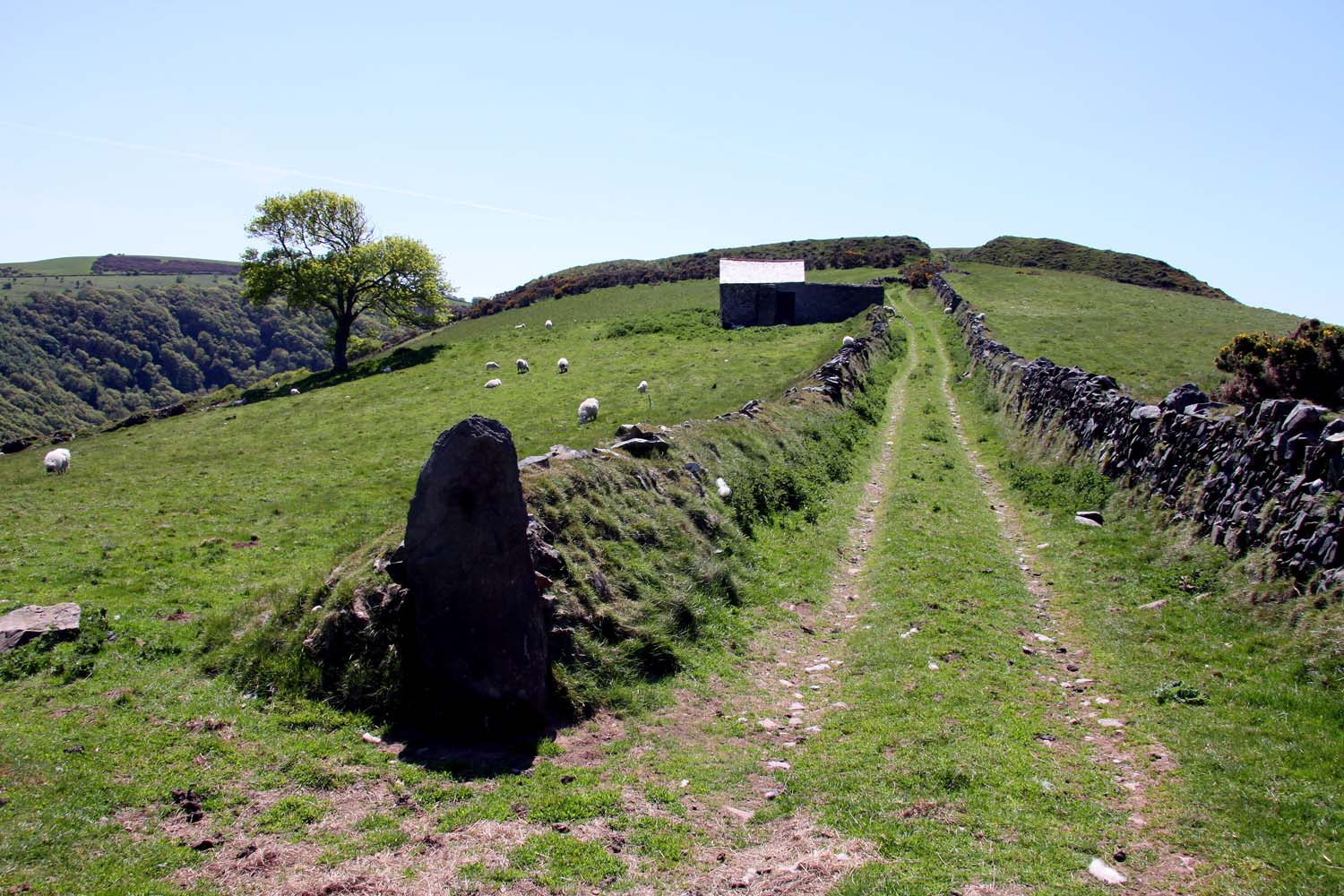
ويند هيل، بالقرب من كونتيسبري، ديفون، ربما موقع هزيمة الفايكنج على أيدي الرجال المحليين في عام 878.تدعي بعض مصادر العصور الوسطى أن أوبا قاد الجيش المهزوم، وأنه كان من بين القتلى

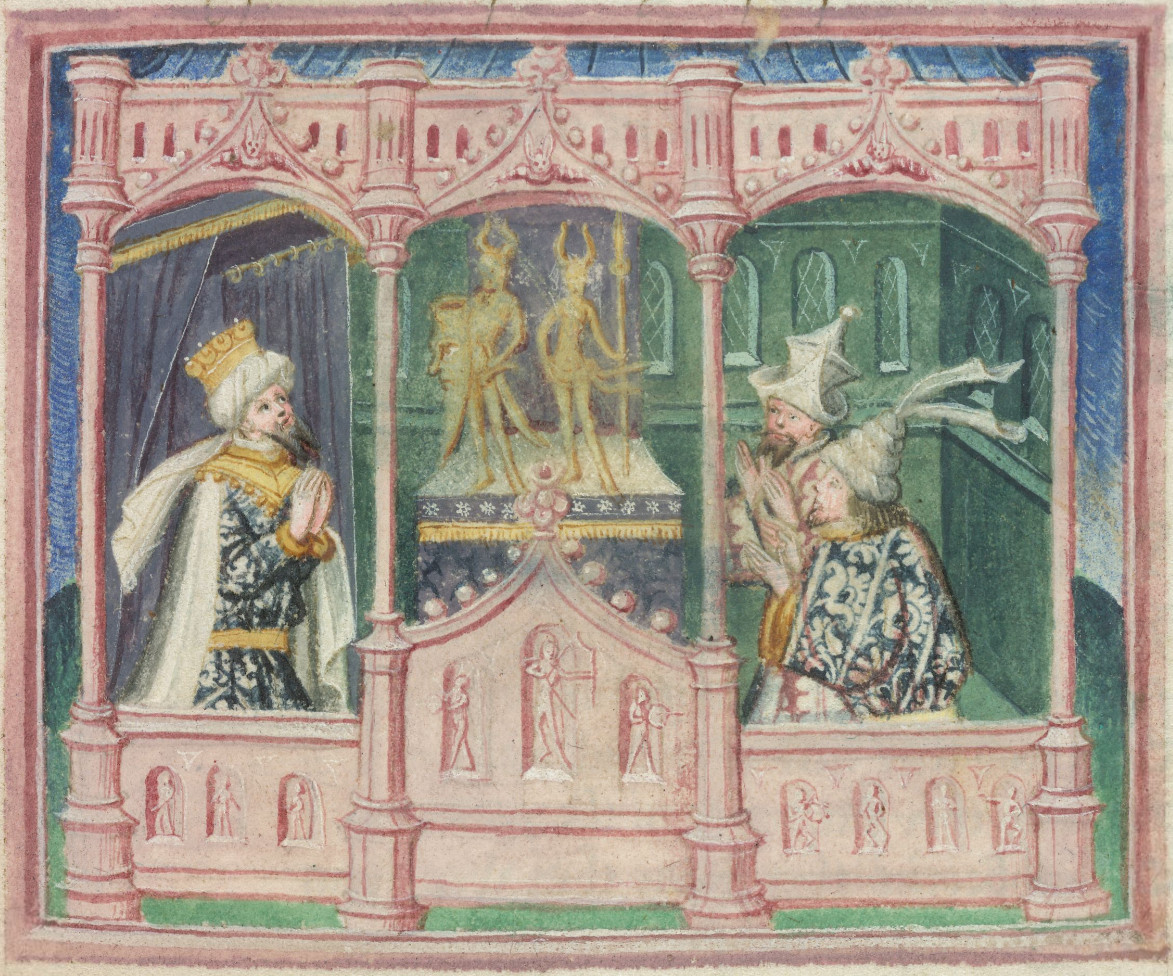
تصوير (لوثبروك) وأبنائه، إيفار وأوبا، يعبدون الأصنام الوثنية، كما يظهر في الورقة 39r من المكتبة البريطانية هارلي 2278. يصور هذا الرسم التوضيحي الدنماركيين الوثنيين على أنهم مسلمون يرتدون ملابس متقنة، ويرتدون أغطية رأس طويلة تشبه العمامة ولحية متشعبة. تظهر الرسوم التوضيحية الأخرى في المخطوطة، التي تصور إيفار وأوبا، الفايكنج المسلحين بالسيوف المنحنية.

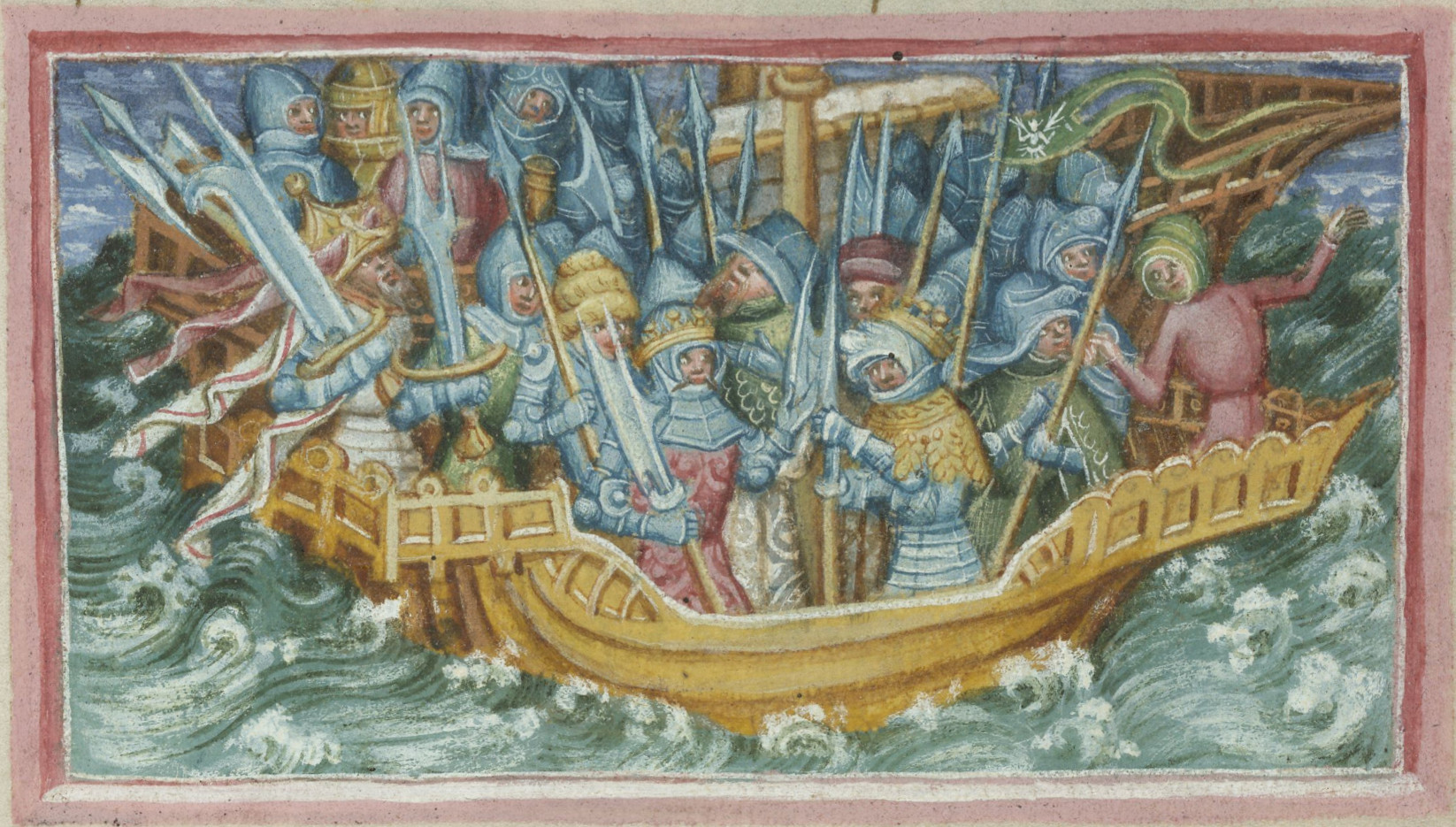
تصوير لإيفار وأوبا ينتقمان لوالدهما، لودبروك، كما يظهر في الورقة 47v من المكتبة البريطانية هارلي 2278

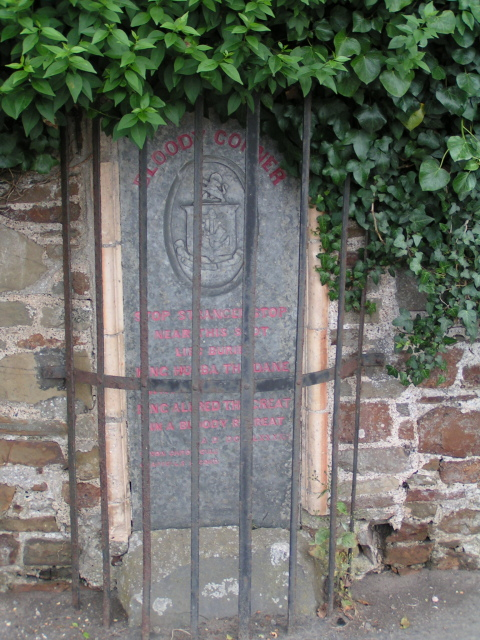
لوحة منقوشة في "الركن الدامي"، بين أبلدور ونورثام. في أوائل القرن التاسع عشر، كان من المتخيل أن هذه البقعة ربما تكون قد ميزت موقع زوال أوبا

## أصول أوبا والجيش العظيم
في منتصف القرن التاسع ، اندمج جيش فايكنغ غازي في إنجلترا الأنجلوسكسونية.  يصف الإصدار الأول من تاريخ الأنجلو ساكسوني للقرن التاسع إلى الثاني عشر بشكل مختلف المضيف الغازي بأنه "micel here" ، [] وهو مصطلح إنجليزي قديم يمكن ترجمته على أنه "جيش كبير" [] أو "جيش عظيم".  تشير الأدلة الأثرية والمصادر الوثائقية إلى أن هذا الجيش العظيم لم يكن قوة موحدة واحدة ، بل كان أكثر من مجموعة مركبة من عصابات الحرب المستمدة من مناطق مختلفة.
الأصول الدقيقة للجيش العظيم غامضة.  [] يُعرف الأنجلو ساكسوني كرونيكل أحيانًا الفايكنج على أنهم دنماركيون.  [] يبدو أن فيتا ألفريدي من القرن العاشر يزعم أن الغزاة جاءوا من الدنمارك.  قد يتضح أصل إسكندنافي في القرن العاشر Chronicon Æthelweardi ، الذي ينص على أن "أساطيل الطاغية إيفار" وصلت إلى إنجلترا الأنجلو سكسونية من "الشمال".  بحلول منتصف القرن التاسع ، كان هذا إيفار (توفي عام 870/873) [] أحد أبرز قادة الفايكنج في بريطانيا وأيرلندا.
من المحتمل أن يكون الجيش العظيم قد شمل الفايكنج النشطين بالفعل في إنجلترا الأنجلو ساكسونية ، بالإضافة إلى رجال من الدول الاسكندنافية وأيرلندا ومنطقة البحر الأيرلندي والقارة.  هناك سبب للشك في أن نسبة من الجيش نشأت على وجه التحديد في فريزيا.  على سبيل المثال ، كشفت Annales Bertiniani من القرن التاسع أن الفايكنج الدنماركيين دمروا فريزيا في عام 850 ، [] ويذكر القرن الثاني عشر Annales Lindisfarnenses et Dunelmenses أن قوة الفايكنج من الدنماركيين والفريزيين وصلت إلى اليابسة في جزيرة شيبي في عام 855. [  ]  المصدر نفسه ، وهيستوريا دي سانكتو كاثبرتو التي تعود إلى القرن العاشر أو الحادي عشر ، تصف أوبا بأنها دوكس من الفريزيين.
في حين أن الإنجليزية القديمة الأنجلو ساكسونية كرونيكل تسمي جيش الفايكنج micel هنا ، فإن التاريخ اللاتيني هوستوريا دي سانكتو كوثبرتو يعطي سكالدينجي ، [] مصطلحًا غير مؤكد تم استخدامه ثلاث مرات للإشارة إلى قيادة قوات الفايكنج.  أحد الاحتمالات هو أن الكلمة تعني "أناس من نهر شيلدت".  قد يشير هذا إلى أن أوبا كانت من والشيرين ، وهي جزيرة تقع في مصب نهر شيلدت.  من المعروف أن Walcheren قد احتلها الفايكنج الدنماركيون قبل أكثر من عقدين من الزمن.  على سبيل المثال ، ذكرت صحيفة Annales Bertiniani أن لوثير الأول ، ملك وسط فرنسا (توفي 855) منح الجزيرة لفايكنج يُدعى Herioldus في 841. []  الاحتمال الآخر هو أن هذا المصطلح يشير ببساطة إلى Scyldings ، وهو سلالة قديمة ادعى الملوك الدنماركيون في ذلك الوقت النسب.
وفقًا للمصدر نفسه و Annales Fuldenses من القرن التاسع ، مُنح فايكنغ آخر يُدعى Roricus جزءًا كبيرًا من Frisia كمستفيد أو إقطاعي من Lothair في 850. []  يمكن اعتبار Herioldus و Roricus ، بصفتهم رجالًا كانوا يشغلون السلطة العسكرية والقضائية نيابة عن الفرنجة ، دوقًا فريزيانًا.  على الرغم من أنه من غير المؤكد ما إذا كان أوبا مواطنًا فريزيًا أو مغتربًا إسكندنافيًا ، إذا كان بالفعل متورطًا مع أحد المستفيدين الفريزيين ، فمن المحتمل أن تكون قواته مكونة جزئيًا من الفريزيين.  إذا تم سحب قواته من المستوطنة الاسكندنافية التي بدأها هيريولدوس قبل أكثر من عقدين من الزمن ، فمن المحتمل أن يكون العديد من رجال أوبا قد ولدوا في فريزيا.  في الواقع ، يشير طول فترة الاحتلال الإسكندنافي إلى أن بعض الفايكنج من فريزيا قد يكونون فرانكيين وفريزيين أصليين.  يشير الوقت الطويل الذي قضاه أعضاء الجيش العظيم في أيرلندا وفي القارة إلى أن هؤلاء الرجال كانوا معتادين جيدًا على المجتمع المسيحي ، والذي بدوره قد يفسر جزئيًا نجاحاتهم في إنجلترا الأنجلوساكسونية.